# Zemeș
Zemeș – wieś w Rumunii, w okręgu Bacău, w gminie Zemeș. W 2011 roku liczyła 3329 mieszkańców.